# Paraxenotettix
Paraxenotettix is een geslacht van rechtvleugeligen uit de familie veldsprinkhanen (Acrididae). De wetenschappelijke naam van dit geslacht is voor het eerst geldig gepubliceerd in 1961 door Dirsh.

## Soorten
Het geslacht Paraxenotettix omvat de volgende soorten:
- Paraxenotettix calcaratus Uvarov, 1925
- Paraxenotettix rugulosa Dirsh, 1956